# Laura Kaeppeler
Laura Kaeppeler (sinh năm 1988 tại tiểu bang Wisconsin) là người đoạt Vương miện Hoa hậu Mỹ năm 2012, sau khi giành chiến thắng trong đêm chung kết cuộc thi sắc đẹp toàn nước Mỹ diễn ra tại Las Vegas. Laura Kaeppeler hiện đang theo học chuyên ngành âm nhạc và biểu diễn tại trường cao đẳng nghệ thật Lutheran (Kenosha, Mỹ). Với danh hiệu đoạt được cô nhận một học bổng trị giá 50.000 đô la và có một năm để tham gia các hoạt động từ thiện.